# Я придумываю песню
«Я придумываю песню» (азерб. Mən mahnı bəstələyirəm) — советский музыкальный телевизионный художественный фильм 1979 года. Единственный фильм, в котором юная певица Оля Рождественская спела в кадре и сыграла главную роль.

## Сюжет
В одно из азербайджанских сёл Карабаха для отбора талантливых детей из райцентра приезжает представитель музыкальной школы-интерната. Ему помогает местный аксакал и музыкант-кяманчист Бахман-дайы. Много в селе способных детей, но наиболее талантлива 10-летняя дочь мельника и всеобщая любимица, звонкоголосая Сона. Её готовы зачислить в школу без всякого конкурса, но отец категорически против — он не желает, чтобы Сона стала артисткой. И ничьи уговоры не помогают.

## В ролях
- Оля Рождественская — Сона
- Котэ Даушвили — Бахман-даи
- Гасан Турабов — Худаяр-киши, отец Соны
- Насиба Зейналова — бабушка
- Эльхан Джафаров — Надир
- Агасадых Герайбеков — Абдулла
- Октай Шейхов — Рамиз
- Лейла Бадирбейли — мать Надира
- Эльданиз Зейналов
- Кямиль Магеррамов
- Рафик Азимов
- Гюльшан Курбанова
- Амалия Панахова — мать Соны
- Н. Шарифов
- М. Садыхов
- А. Гаджиев
- С. Зульфугарова
- Софа Басирзаде — супруга Абдуллы
- Я. Агаев

## Съёмочная группа
- Авторы сценария:
  - Ифраим Ибрагимов
  - Тофик Исмайлов
- Режиссёр-постановщик: Тофик Исмайлов
- Оператор: Заур Магерамов

. Помощник режиссёра Маариф Магеррамбейлй (Магеррамов)
- Композитор: Полад Бюль-Бюль Оглы
- Балетмейстер: А.Дильбази
- Художник-постановщик: Надыр Зейналов
- Художник по гриму: А. Рза-заде
- Художник по костюмам: Н.Джафарова
- Монтаж: Т.Бабаева
- Директор фильма: Геннадий Лапшук
- Звукооператоры: Т.Бабаев, А.Асадов
- Саундтрек:
  - Инструментальный ансамбль «Мелодия», дирижёр Георгий Гаранян
  - Симфонический оркестр Госкино СССР, дирижёр Александр Петухов
- Песни исполняют:
  - Оля Рождественская (в кадре и за кадром)
  - Полад Бюль-Бюль Оглы (за кадром)
  - Фирангиз Шарифова (за кадром)
  - Детский хор

## Съёмки
Вспоминает Ольга Рождественская:

Полад Бюль-Бюль-оглы написал для меня пять песенок, которые я должна была исполнять за кадром. Во время записи на студии режиссёр картины Тофик Исмаилов неожиданно предложил мне попробоваться на главную роль. К моему великому сожалению, я прошла пробы. Съемки проходили под Баку в горах, это был кошмар. Азербайджанцы — народ темпераментный, отношения выясняют очень бурно. Режиссёр, ассистенты, операторы, осветители во время работы так орали друг на друга, что мне хотелось куда-нибудь спрятаться. — «Теленеделя», Взгляд назад: Мама для Красной Шапочки

## Зрительская реакция
Вспоминает Ольга Рождественская:

Фильм в Азербайджане произвел настоящий фурор. После его выхода на экраны в 1978 году у меня был концерт в Баку, где я на городском стадионе пела песенки своей героини. Стою на поле после выступления, а на меня несётся с цветами целый стадион детей, все лезут целоваться, а я — вся в слюнях и молюсь: «Только бы не раздавили!» Я со всех гастролей домой возвращалась вся в слюнях, цветах и игрушках. — «Теленеделя», Взгляд назад: Мама для Красной Шапочки

## Песни
Я придумываю песню (сл. И.Резника) — Оля Рождественская
Горы справа, горы слева (сл. И.Резника) — Оля Рождественская и Полад Бюль-Бюль оглы
Край любимый (сл. О.Гаджикасимова) — Оля Рождественская
Если рядом внучка (сл. И.Резника) — Фирангиз Шарифова
Загадки (сл. И.Резника) — Оля Рождественская и детский хор
Дождись меня (сл. О.Гаджикасимова) — Полад Бюль-Бюль оглы
Песня детей в автобусе (сл. И.Резника) — Детский хор
Меня принёс аист: диалог внучки и бабушки (сл. И.Резника) — Оля Рождественская и Фирангиз Шарифова
Также в фильм вошли спетые детьми народные песни на азербайджанском языке
В 1984 году вышел нотный сборник с песнями Полада Бюль-Бюля оглы под названием «Я придумываю песню», в который было включено 4 песни из этого фильма